# Servette Rugby Club
 (mai 2020).
Si vous disposez d'ouvrages ou d'articles de référence ou si vous connaissez des sites web de qualité traitant du thème abordé ici, merci de compléter l'article en donnant les références utiles à sa vérifiabilité et en les liant à la section « Notes et références ».
Maillots
Actualités
Le Servette Rugby Club, connu précédemment en tant que Servette Rugby Club de Genève (2014-2018) puis Servette Rugby Genève (2018-2023), est un club de rugby à XV fondé en 2014, basé à Genève.
Pour la saison 2024-2025 il évolue en Nationale 2.
Le club a été sacré 3 fois champion de France : en 2018, championnat de Promotion d’Honneur, en 2015 de 3e série et en championnat de Fédérale 1 en 2024 ; 2 fois champion de la ligue AURA en 2019 (championnat honneur et moins de 19 ans niveau 1). Le SRC compte également 6 titres de champion du Lyonnais et 7 trophées des champions.

## Histoire

### Repères historiques
Le Servette Rugby Club de Genève est officiellement créé en 2014, mais les premières pratiques du rugby au Servette datent de 1890. Le 20 mars 1890 est fondé le Football Club de la Servette : Emile Fiala, étudiant à l’école professionnelle de Genève reçoit un ballon de rugby venant d’Angleterre de son père. Un groupe d’une douzaine de jeunes hommes du quartier de la Servette se met à jouer au rugby sur le terrain du Pré Wendt. Le Servette Rugby Club est alors officiellement le premier club de rugby à voir le jour en Suisse, sous la présidence d’Emile Bailly. On y pratique le football-rugby. Les servettiens jouent à l’époque sous les couleurs rouges et vertes, puis avec des chemises blanches à cols rouges, avant de jouer sous la couleur grenat.  
En 1896, le Servette se retrouve en difficulté durant trois années. Il est privé de terrains pour s’entraîner et disputer des matchs, à la suite de l’organisation de l’Exposition Nationale Suisse qui a lieu sur la plaine de Plainpalais. Le club se fait prêter très périodiquement les stades des clubs voisins de la région de Genève.
En 1898, un homme de renom, impliqué dans le rugby genevois fait son apparition au sein du club du Servette :  François-J. Dégerine. Le club organise alors un entraînement regroupant une vingtaine de joueurs dont : Maingard, Cook, Perrenod, Coppel et Eggermann. Les joueurs s’investissent également dans l’organisation exécutive du club, notamment Marc Perrenod en devenant Président de 1897 à 1900, suppléé par Xavier Eggermann. Une nouvelle dynamique voit alors le jour : le club du Servette souhaite se confronter aux équipes françaises. Au printemps de l’année 1899, le Servette affronte le Stade grenoblois à Grenoble, et s’incline 9 à 3.
En 1899, c’est au tour du Servette de recevoir une équipe française à Genève : le Football Club de Lyon. 3000 spectateurs sont au rendez-vous. Le FC Lyon l’emporte 11 à 3. Malgré le résultat final, l’engouement autour de ce match franco-suisse est important. Dans son élan, le Servette rencontre ensuite d’autres clubs français, comme l’Athletic Club (autre club lyonnais) le 25 décembre 1899, et le Racing Club de Lyon le 4 mars 1900.
En 1900, François Dégerine propose la création d’un tournoi appelé « Challenge franco-suisse », regroupant des équipes de Suisse romande, des régions de Lyon, Grenoble, Dijon, Chalon, Chambéry ou encore Annecy. Le Servette affronte alors une nouvelle fois le Football club de Lyon, ainsi que l’équipe d’Annecy.
Les Grenats participent à plusieurs finales du Challenge franco-suisse entre 1902 et 1911. On note également quelques apparitions du club, après la guerre, notamment lors d’une rencontre face au club de Neufchâtel United FC le 21 novembre 1921 ou encore face au Stade de Lausanne le 27 novembre 1930… Le club revoit officiellement le jour en 2014.
Depuis sa création en 2014, le club du Servette Rugby joue dans le championnat de France de rugby. Le club de rugby a débuté en 4e série lors de la saison 2014-2015 et évolue pour la saison 2024-2025 en Nationale 2, 4e niveau français. Depuis sa création, le Servette Rugby Club a été promu 9 fois sur 10 saisons.

## Identité visuelle

### Dénomination
Le Servette Rugby Club de Genève change de nom en 2018, adoptant celui de Servette Rugby Genève. Il devient officiellement le Servette Rugby Club en août 2023.

### Couleurs et maillots
Le club arbore à domicile un maillot grenat et un short de la même couleur. Pour les matchs à l’extérieur, les joueurs portent un haut de maillot blanc, ainsi qu’un short de la couleur grenat.

### Logo

Évolution du logo
Logo de 2014 à juin 2018.
Logo de juin 2018 à août 2023.
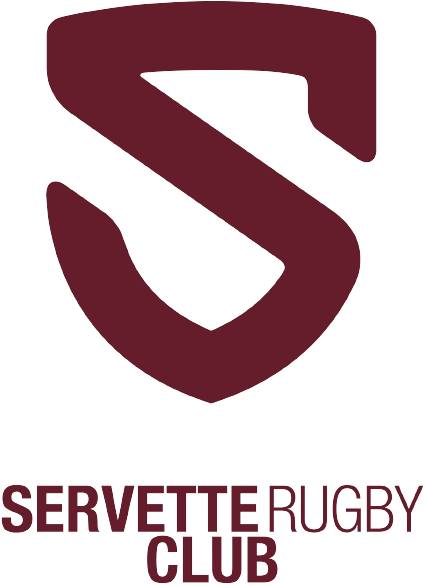
Logo depuis août 2023.

## Palmarès
- Championnat de France :
  - 2024 : Fédérale 1
  - 2018 : Promotion d'Honneur
  - 2015 : 3e série

- Championnat ligue AURA :
  - 2019 : Honneur

## Équipes
Le club du Servette Rugby Club compte 9 équipes :
- l'équipe 1re, évoluant en Fédérale 1 (pour la saison 2023/2024)
- l'équipe réserve
- les équipes de l’Académie :
  - l'équipe juniors des moins de 19 ans, évoluant dans le championnat Ligue 1 AURA
  - l'équipe Cadets des moins de 16 ans, évoluant dans le championnat Ligue 1 AURA
  - l'équipe des moins de 14 ans
- les équipes de l'école de rugby (EDR) :
  - une équipe des moins de 12 ans
  - une équipe des moins de 10 ans
  - une équipe des moins de 8 ans
  - une équipe des moins de 6 ans
  - une équipe de baby rugby

## Structures

### Terrains et stade

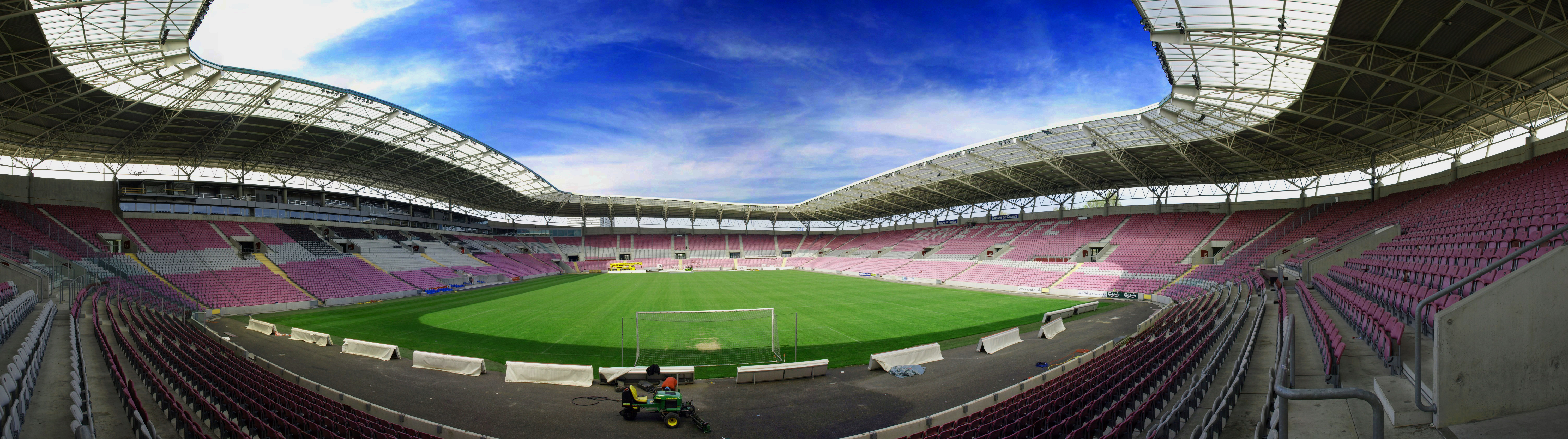
Le Stade de Genève.

Le Servette Rugby Club joue à domicile au Stade de Genève dont la capacité est d'environ 30 000 places. Le club souhaite cependant construire un stade destiné à la pratique du rugby d'ici à 2027.
Pour les entraînements, les grenats utilisent le stade de Balexert.

## Personnalités du club

### Entraîneurs
- 2014-2015 : Didier Cavoret
- 2015-2016 : Didier Cavoret – Sebastien Sasso – Romain Giranton
- 2016-2017 : Guillaume Boussès
- 2017-2018 : Gabriel Lignières-Christian Sauce
- 2018-2019 : Gabriel Lignières – Christian Bel-Christian Sauce
- 2019-2020 : Frédéric Dubrana – Christophe Carlioz
- 2020-2021 : Frédéric Dubrana – Fabrice Gaudet – Christophe Carlioz
- 2021-2022 : Clément Fromont –  Grégory Garnier

### Présidents
- 2014-2015 : Hugh Quennec
- 2015-2020 : Marc Bouchet
- depuis 2020 : Alain Studer

### Capitaines de l'équipe première
- 2014-2016 : Julien Laurin
- 2016-2017 : Allan Cambin
- 2017-2019 : Maxime Tognon
- 2019-2020 : Loïc Otal
- 2020-2021 : Saison Covid
- 2021-2022 : Mario Sagario
- 2022-2023 : Romain Gauthier

### Internationaux
- Arnaud Kooger –  Suisse
- Thibault Géry –  Suisse
- Dorian Hustaix –  Suisse
- Florian Escoffier –  Suisse
- Cedric Curdy –  Suisse
- Jilali Aïb –  Algérie
- Karim Bougherara –  Algérie
- Aymeric Tronc –  Algérie
- Louis Baudouin –  Suisse
- Mathias Bernath-Yendt –  Suisse
- Liam Kavanagh –  Suisse
- Manuel Ronza –  Suisse
- Marius Chapel –  Suisse
- Sofiane Bouteiller –  Suisse
- William Meyer –  Suisse
- Geoffrey Fabbri –  Suisse
- Lucas Heinrich –  Suisse
- Antoine Salino –  Suisse
- Hadrien Bobillier –  Suisse

## Sponsors et équipementiers
Le Servette Rugby Club est équipé par Oztyle durant ses deux premières saisons en 4e et 3e série.
Lors des saisons 2016-2017 et 2017-2018, les joueurs sont ensuite habillés par la marque Fourteen.
Depuis la saison 2018-2019, le club est équipé par Macron.